# 波斯尼亚和黑塞哥维那城市列表
本列表列出波斯尼亚和黑塞哥维那的官方指定城市。波黑共有32个官方指定城市（2022年时）。

## 机构
除了实体、州份和市镇外，波黑还有官方指定城市。官方指定城市和市镇不同的地方在于城市有市长和市议会，而一般市镇则有市镇议会和市镇长官。市议会的权力在市镇政府和州政府（波黑联邦内）或实体政府（塞族共和国内）之间。大部分城市对应同名的市镇，但萨拉热窝市和东萨拉热窝市分别由4个和6个市镇组成，对应组成战前首都城市的10个市镇。

## 列表
波黑的32个官方指定城市为：
- 巴尼亚卢卡
- 比耶利納
- 比哈奇
- 波斯尼亞克魯帕
- 察津
- 查普利纳
- 代爾文塔
- 多博伊
- 戈拉日代
- 格拉查尼察
- 格拉達查茨
- 格拉迪什卡
- 東薩拉熱窩
- 科尼茨
- 拉克塔希
- 利夫諾
- 盧卡瓦茨
- 柳布什基
- 莫斯塔爾
- 奥拉谢
- 普里耶多尔
- 萨拉热窝
- 斯雷布雷尼克
- 斯托拉茨
- 希罗基布里耶格
- 特雷比涅
- 图兹拉
- 维索科
- 扎維多維契
- 泽尼察
- 茲沃爾尼克
- 日維尼采